# Amoussoukope
Amoussoukope est une petite ville du Togo. Peuplé d'agriculture, la population d'Amouzoukope est l'une des villes agricoles du Togo. Elle est située dans la région des plateaux. Des jeunes aussi s'intéressent à l'agriculture et l'élevage comme le cas de Enam David  qui a quitté l'Occident pour vivre au pays et pratiqué l'agriculture et l'élevage. Des associations Bénévoles soutiennent cette localité en lui offrant des services différents comme des classes d'école.

## Géographie
Amoussoukope est situé à environ 83 km de Atakpamé, à proximité du mont Agou.

## Lieux publics
- École secondaire
- Dispensaire